# Buritirana
Buritirana är en kommun i Brasilien.   Den ligger i delstaten Maranhão, i den nordöstra delen av landet, 1 100 km norr om huvudstaden Brasília. Antalet invånare är 14 770. Arean är 818 kvadratkilometer.
Terrängen i Buritirana är platt åt nordost, men åt sydväst är den kuperad.
Omgivningarna runt Buritirana är huvudsakligen savann. Runt Buritirana är det mycket glesbefolkat, med 6 invånare per kvadratkilometer.